# Pitone (mitologia)
Pitone (in greco antico: Πύθων?, Pǜthōn) è un personaggio della mitologia greca, figlio di Gea, prodotto dal fango della terra dopo il Diluvio Universale.

## Mitologia
Pitone era un drago di dimensioni impressionanti e occupava l'Oracolo di Delfi.
Morì in seguito a un epico combattimento contro Apollo, che così si impossessò dell'oracolo e diede alla sacerdotessa il nome di "Pizia" (Pitonessa).
Tra i motivi della morte di Pitone per mano di Apollo si deve considerare anche una possibile vendetta di Apollo verso il serpente, il quale, prima della nascita del dio, aveva perseguitato Latona (Leto), madre di Apollo e Artemide, fino l'isola di Delo.
Pitone era in una grotta presso una sorgente. Quando vide Apollo si attorcigliò ad un lauro: Secondo la mitologia comparata, si tratterebbe di una figura analoga al Serpente del Giardino dell'Eden.
Apollo stesso, grazie alla sua impresa, si guadagnò l'appellativo pitio, infatti tra le varie feste e celebrazioni in onore di Apollo (Apollo Carneo, le Targelie, ecc.) si ricorda anche quella di Apollo Pitico. Inoltre vi erano i famosi Giochi Pitici (Pythia) che si celebravano ogni quattro anni nella pianura Crissea presso Delfi, che consistevano in una gara musicale, a cui si aggiunsero col tempo anche gare ginniche ed equestri e che prevedevano come premio per il vincitore una corona di alloro.
Secondo alcune versioni Pitone ebbe anche un figlio di nome Aix.